# Гвіздовецька сільська рада
Гвіздове́цька сільська́ ра́да — адміністративно-територіальна одиниця та орган місцевого самоврядування в Сокирянському районі Чернівецької області. Адміністративний центр — село Гвіздівці.

## Загальні відомості
- Населення ради: 1 732 особи (станом на 2001 рік)

## Населені пункти
Сільській раді були підпорядковані населені пункти:
- с. Гвіздівці

## Склад ради
Рада складалася з 16 депутатів та голови.
- Голова ради: Гангал Іван Володимирович
- Секретар ради: Шеремета Світлана Євгеніївна

### Керівний склад попередніх скликань
| Прізвище, ім'я, по батькові | Основні відомості                                                                                  | Дата обрання | Дата звільнення |
| --------------------------- | -------------------------------------------------------------------------------------------------- | ------------ | --------------- |
| Гангал Іван Володимирович   | Сільський голова, 1975 року народження, освіта вища, член Всеукраїнського об'єднання «Батьківщина» | 26.03.2006   | 31.10.2010      |
| Гангал Іван Володимирович   | Сільський голова, 1975 року народження, освіта вища, член Всеукраїнського об'єднання «Батьківщина» | 31.10.2010   |                 |

Примітка: таблиця складена за даними сайту Верховної Ради України

### Депутати
За результатами місцевих виборів 2010 року депутатами ради стали:

#### За суб'єктами висування
| Суб'єкт висування                                       | Кількість обраних депутатів | %  |
| ------------------------------------------------------- | --------------------------- | -- |
| Політична партія Всеукраїнське об'єднання «Батьківщина» | 8                           | 50 |
| Самовисування                                           | 8                           | 50 |

#### За округами
| № округу                                                | Прізвище, ім'я, по батькові | Дата визнання обраним | Освіта  | Партійна приналежність                        | Відомості про обраного депутата                                                  |
| ------------------------------------------------------- | --------------------------- | --------------------- | ------- | --------------------------------------------- | -------------------------------------------------------------------------------- |
| Політична партія Всеукраїнське об'єднання «Батьківщина» |                             |                       |         |                                               |                                                                                  |
| 1                                                       | Дячук Олександр Васильович  | 04.11.2010            | вища    | член Всеукраїнського об'єднання «Батьківщина» | Гвіздівецька загальноосвітня школа, директор                                     |
| 2                                                       | Гангал Майя Володимирівна   | 04.11.2010            | середня | член Всеукраїнського об'єднання «Батьківщина» | ВАТ «Ощадний банк Україна» філія с. Гвіздівці, касир-контролер                   |
| 4                                                       | Козлова Людмила Василівна   | 04.11.2010            | середня | член Всеукраїнського об'єднання «Батьківщина» | приватний підприємець                                                            |
| 6                                                       | Тимчук Надія Гаврилівна     | 04.11.2010            | середня | член Всеукраїнського об'єднання «Батьківщина» | Гвіздівецький дошкільний навчальний заклад «Гвоздичка», завідувачка              |
| 11                                                      | Куляк Іван Васильович       | 04.11.2010            | вища    | член Всеукраїнського об'єднання «Батьківщина» | пенсіонер                                                                        |
| 12                                                      | Олійник Сергій Дмитрович    | 04.11.2010            | середня | член Всеукраїнського об'єднання «Батьківщина» | тимчасово не працює                                                              |
| 13                                                      | Кушнір Сергій Іванович      | 04.11.2010            | середня | член Всеукраїнського об'єднання «Батьківщина» | тимчасово не працює                                                              |
| 15                                                      | Лузіна Олена Іванівна       | 04.11.2010            | середня | член Всеукраїнського об'єднання «Батьківщина» | Гвіздівецький відділ поштового зв'язку, начальник                                |
| Самовисування                                           |                             |                       |         |                                               |                                                                                  |
| 3                                                       | Шеремета Світлана Євгенівна | 04.11.2010            | середня | член Громадянської партії «ПОРА»              | Гвіздівецька сільська рада, секретар                                             |
| 5                                                       | Твердохліб Жанна Михайлівна | 04.11.2010            | середня | член Громадянської партії «ПОРА»              | Гвіздівецька сільська рада, завідувач військово-облікового столу, касир-рахівник |
| 7                                                       | Гуцол Олександр Михайлович  | 04.11.2010            | середня | позапартійний                                 | приватний підприємець                                                            |
| 8                                                       | Зварко Олександр Павлович   | 04.11.2010            | вища    | член Громадянської партії «ПОРА»              | Сокирянський РЕМ, контролер                                                      |
| 9                                                       | Козлов Геннадій Павлович    | 04.11.2010            | вища    | позапартійний                                 | тимчасово не працює                                                              |
| 10                                                      | Бучка Альона Петрівна       | 04.11.2010            | вища    | позапартійна                                  | тимчасово не працює                                                              |
| 14                                                      | Піжевський Михайло Іванович | 04.11.2010            | середня | позапартійний                                 | приватний підприємець                                                            |
| 16                                                      | Водиш Василь Євгенійович    | 04.11.2010            | середня | член Громадянської партії «ПОРА»              | місцева пожежна команда с. Гвіздівці, старший водій                              |